# بلومينهولم
```
بلومينهولم 
 هي 
قرية
 تقع في بلدية 
باروم
، 
النرويج
. وبلغ عدد سكانها في عام (2007) 2,936 نسمة.
[
1
]
```

وهي تخدم بواسطة محطة قطار بلومنهولم على خط درامن.